# Christophe Laborie (athlétisme)
Christophe Laborie est un athlète français, né le 27 septembre 1967, adepte de la course d'ultrafond et trois fois vainqueur des 6 jours de France en 2006, 2008 et 2009.

## Biographie
Christophe Laborie est trois fois vainqueur des 6 jours de France en 2006, 2008 et 2009. (A noter qu'en 2008, c'est une femme, Cornelia Bullig (de), qui a terminé première de la course devant les hommes avec 775,255 km).

## Records personnels
Statistiques de Christophe Laborie d'après la Deutsche Ultramarathon-Vereinigung (DUV) :
- Marathon : 3 h 10 min 34 s au marathon d'Orléans en 2003[5]
- 50 km route : 4 h 41 min 19 s aux 50 km du Périgord noir à Belvès en 2006
- 100 km route : 9 h 17 min 0 s aux 100 km d'Orléans - Chémery en 2005
- 6 heures route : 72,300 km aux 6 h de La Gorgue en 2004
- 12 heures route : 120,723 km aux 24 h de Rennes en 2012 (12 h split)
- 24 heures route : 228,452 km aux 24 h de Montigny-en-Gohelle en 2007
- 48 heures en salle : 352,336 km à l'Ultra Indoor Normand en 2010
- 6 jours route : 805,553 km aux 6 j d'Antibes en 2009[6]